# Inspektorat Kutno Armii Krajowej
Inspektorat Kutno Armii Krajowej – terenowa struktura Okręgu Łódź Armii Krajowej.

## Skład organizacyjny
Organizacja w 1944:
- Obwód Kutno AK
- Obwód Gostynin AK
- Obwód Łęczyca AK